# Сякухати

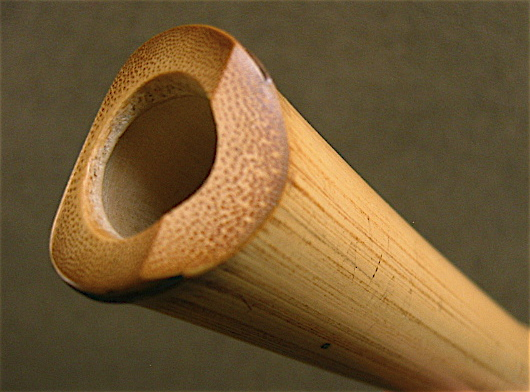
Вдувное отверстие

Сякуха́ти (яп. 尺八) — вид продольной бамбуковой флейты, пришедший в Японию из Китая в период Нара. Имеет характерный тембр, который может в значительной мере варьироваться по желанию играющего. Долгое время использовавшийся для медитативной монашеской практики суйдзэн, а также, в силу безыскусности своей конструкции, широко распространённый в крестьянской среде инструмент. В наше время сякухати находит своё применение в профессиональном и любительском музицировании, является неотъемлемой частью уроков музыки в средней школе в Японии, а также служит для экспериментов в области новейших технологий (включая робототехнику), нейрохирургии и деконструктивной эпистемологии.

## Разновидности и происхождение названия
На сегодняшний день существует несколько разновидностей сякухати. Стандартная длина флейты — 1 сяку 8 сун (что составляет 54,5 см). Это определило само японское название инструмента, так как «сяку» (яп. 尺) — единица длины, а «хати» (яп. 八) — «восемь [сун]», однако нужно учитывать то, что в разные времена в Японии под «сяку» подразумевались различные протяжённости.
Сякухати существует в двенадцати высотных строях, которые зависят от длины инструмента, но лишь немногие из них используются на практике. Основным тоном стандартной т. н. «1,8-сякухати» является «ре». Также относительно широко распространены сякухати в строях «ми» (1,6 сяку), «до» (2 сяку), «си» (2,1 сяку) и «ля» (2,4 сяку). То есть формально эти инструменты уже следовало бы называть «сякуроку» (сяку и шесть сун), «нисяку» (2 сяку) и т. д., но все они носят общее название сякухати. Самой большой является сякухати длиной 3,75 сяку (звучит на октаву ниже стандартного, является малопригодной для практического музицирования), а самой маленькой — 1,1 сяку. Отмечается, что чем короче инструмент, тем сложнее брать ноты в верхнем регистре; чем длиннее — тем сложнее играть в подвижном темпе; чем более инструмент отличается от стандартного в любую сторону, тем менее точным становится интонирование четвертитонов.
Ключевым, однако, является классификация сякухати не по строю, а по тому, покрыт ли внутренний канал флейты лаком (либо полировочным порошком или комбинацией того и другого). По этому признаку выделяется два класса: дзинури-сякухати (地塗り尺八) и дзинаси-сякухати (地無し尺八), а в качестве промежуточного — дзимори-сякухати (с «точечной» лакировкой). В современном словоупотреблении под сякухати подразумевается именно дзинури-сякухати (то есть лакированная; при этом дзинаси-сякухати может покрываться тонким слоем уруси), однако этот инструмент является существенно более поздним (стал использоваться не ранее эпохи Мэйдзи) по своему происхождению, которое было вызвано как необходимостью более точного интонирования при игре в ансамбле, так и под влиянием западной эстетики: в частности, такой инструмент позволяет достаточно легко играть хроматическую гамму. Другим достоинством обновлённой сякухати стала возможность стандартизации и массового производства. В акустическом отношении важно то, что внутреннее покрытие дзинури-сякухати со временем затвердевает и напрямую влияет на движение колонны воздуха при звукоизвлечении. Своим результатом совершенствование инструмента (в европейском смысле), однако, имело его полную непригодность для исполнения классических хонкёку, где смыслообразующую роль выполняют именно неточности и сдвиги в интонировании и динамике. Таким образом, можно говорить о настоящем расколе мира сякухати на две автономные части, каждая из которых отличается по самой функции инструмента, способу передачи навыков игры на нём, а также своими представлениями об идеальном звуке. Только дзинаси-сякухати является в полном смысле аутентичным инструментом для дзэнской духовной практики. После века относительного забвения наблюдается всплеск нового интереса к аутентичной сякухати. Современные образцы изготавливаются на основе сохранившихся инструментов эпохи Эдо с использованием рентгенографии и сонограмм. Дзинаси-сякухати также в зависимости от контекста и традиции может называться хотику, кётаку, фукэ-сякухати, мёан-сякухати, комусо-сякухати либо эдоская сякухати.

## Конструкция, звукоизвлечение и специальные приёмы игры
По конструкции и звукоизвлечению сякухати аналогична андской кене: для извлечения звука музыкант приставляет верхний конец флейты к нижней губе и направляет поток воздуха на клин, называемый «утагути» (яп. 歌口). Число пальцевых отверстий у современного инструмента равно пяти. В разное время создавались экспериментальные образцы инструментов с семью и девятью отверстиями в целях облегчения извлечения ряда нот, которые при стандартной конструкции приходится брать перекрывая отверстия наполовину. От новшеств такого рода, однако, отказались, когда выяснилось, что инструмент сильно теряет в других своих существенных качествах, наиболее ярким примером чего является исполнение распространённого приёма «цу-но-мэри», при котором достигается повышение высоты звука на пол тона, но он при этом обладает специфически «завуалированными» тембром и динамикой (относительно остальных звуков), а при конструктиве с семью и более отверстиями эта особенность нивелируется полностью.
Каждое из пяти пальцевых отверстий может находиться в семи состояниях: полностью открытое, на четверть закрытое (сверху, слева и справа), наполовину закрытое/открытое, закрытое на три четверти, полностью закрытое. Высота звука также зависит от движения головой вверх или вниз　при звукоизвлечении, так как это влияет на угол, под которым направляется струя воздуха. Различается шесть такого рода позиций. Нисходящее движение называется «мэри» (от мэру (яп. 減る)), а восходящее — «кари» (от кару (яп. 上る).　Если мэри позволяет опустить высоту звука на тон и более, то диапазон кари ограничен, как правило, полутоном.
Звуки верхнего регистра редко используются в традиционной музыке, но активно задействуются в музыке последних десятилетий. Возможности инструмента здесь ограничены. Для точности интонирования музыкантам приходится прибегать к специальным приёмам вроде перекрытия раструба коленом (на письме этот приём обозначается кругом с жирной точкой в центре).
При исполнении повторяющихся звуков они не отделяются языком; вместо этого использует т. н. приём ути-юби, при котором открывается и закрывается соответствующее пальцевое отверстие. Атака звука зачастую сопровождается специфическими мелизмами за счёт ударов пальцами (атари). Также сякухати позволяет извлекать несколько видов трелей. Наиболее распространёнными в традиционном репертуаре являются трели, ономатопеически называемые «каракара» (грохочущий, дребезжащий звук) и «корокоро»/«горогоро» (рокот, урчание). Возможности применения каждого типа ограничены определённым диапазоном. Существует ряд других разновидностей трелей и их комбинаций. Так, композитор Рёхэй Хиросэ в 1973 году ввёл в обиход трель типа «бокобоко» (соответствует звуку, получаемому при ударе о полый предмет).
Сякухати доступны и т. н. мультифоники, хотя их число является сильно ограниченным по сравнению с другими духовыми инструментами. Мультифоники можно существенно разнообразить в тембровом отношении за счёт аппликатурных вариантов с частичным перекрытием пальцевых отверстий. Из арсенала других т. н. расширенных приёмов игры на духовых инструментов сякухати доступны фруллато, а также параллельное собственно звукоизвлечению пение либо шумы (например, кашель). Помимо этого, сякухати позволяет достаточно точно интонировать четвертитоны.
Ряд ключевых специфических приёмов игры на сякухати достигается за счёт изменения дыхания. Наиболее известны в этом отношении мура-ики  (яп. ムラ息 неровное дыхание),коми-буки  (яп. コミ吹 пульсирующее дыхание) и киттэ (яп. «обрывая»). При мура-ики исполнитель направляет струю воздуха с максимальной интенсивностью и взрывной силой: техника является скорее шумовой по своей природе, так как высота звука при мура-ики определяется уже с трудом.
Отмечается, что адекватное исполнение мура-ики неминуемо выводит исполнителя из текущего темпа произведения, так как подавляет всякое ощущение времени. При коми-буки исполнитель чередует напряжение и расслабление мышц гортани с опорой на диафрагму, что позволяет получать выразительный «атмосферный» эффект. Киттэ является вариантом артикуляции окончания звука: исполнитель резко обрывает поток воздуха без какой-либо нюансировки.
На отдельных отрезках диапазона сякухати возможно портаменто. Портаменто на стыке различных регистров в некоторых случаях может быть звучать правдоподобно за счёт использования вибрато. Выделяется несколько видов вибрато (юри) в зависимости от направления движения головы: горизонтального (ёко-юри), вертикального (татэ-юри), смешанного. Основным является первый вид. Вибрато достаточно редко используется в хонкёку и практически не нотируется в текстах. Уместность его употребления в традиционных пьесах передаётся через устную традицию. Овладение техникой юри относится к числу наиболее сложных аспектов игры на инструменте: в японском фольклоре бытует поговорка, согласно которой три года уходит на выработку правильного движения головой и ещё восемь — но достижение характерного «тёплого» звука. Также пример вибрато, по мнению отдельных исследователей, говорит в пользу большей близости сякухати не флейте и прочим духовым, а струнным инструментам: такое сближение может быть конструктивным при сочинении новой музыки для сякухати.

## Системы нотации
Первая документированная нотная система для сякухати, получившая название «фу-хо-у» (по первым трём использованным в ней слогам японской азбуки), была создана для хитоёгири и датирована 1608 годом. Крупнейшие школы кинко-рю и тодзан-рю, однако используют варианты другой системы «ро-цу-рэ», сложившейся в начале XIX века, которая была разработана иэмото кинко-рю Араки Кодо II. Уже после реставрации Мэйдзи система получила развитие в части точности фиксации ритма. Вариант, принятый в тодзан-рю, является производным от системы кинко-рю. В мёан-рю также используется система «ро-цу-рэ», однако в связи с тем, что хонкёку составляют весь репертуар школы, этот вариант является во всех отношениях более скупым и аскетичным. Из числа ключевых школ только в тикухо-рю используется модификация архаичной системы «фу-хо-у».
Традиционно пьесы для сякухати записывались в виде каллиграфически выполненной табулатуры с использованием слогов катаканы для указания аппликатуры, а также словесных инструкций; дополнительные линии, точки и прочие пометы носят уточняющий характер и касаются варьирования высоты звука, его продолжительности и динамики. При этом какой-либо строгой унификации в использовании последних применительно к хонкёку не существует даже в пределах одной школы, что существенно затрудняет чтение текста без разъяснений того, кто его записал. Понятие уртекста в традиции музыки для сякухати не существует. За исключением практики кинко-рю, нотные тексты хонкёку практически не печатаются. Сам текст носит преимущественно вспомогательный характер мнемонического средства, реальная передача информация осуществляется непосредственно от учителя к ученику. В последние десятилетия, однако, имеют место тенденции как записи пьес средствами современной музыкальной нотации, так и использование информационных технологий, позволяющих в существенной степени нивелировать эзотерический характер передачи знаний.
Запись ансамблевых пьес гайкёку изначально имела гораздо более точный характер из-за необходимости синхронизации нескольких голосов. Системы нотации, принятые в различных школах, с некоторыми оговорками позволяют конвертировать текст из одной системы в другую без потери информации. Японскими учёными также предложен единый язык компьютерного представления нотной записи для всего репертуара сякухати, получивший название COMSO.

## История сякухати
Есть несколько версий появления сякухати. Одна из них предполагает, что сякухати прошла долгий путь из Египта в Индию, затем в Китай, а потом в Японию. Относительно появления инструмента собственно в Японии доминирующей является гипотеза, в соответствии с которой сякухати (в виде флейты чиба, разновидности сяо: кит. «чиба» и яп. «сякухати» записываются одинаковыми иероглифами) изначально пришла из Китая через Корею в период Нара (710—794 гг.) в качестве одного из инструментов придворной музыки тогаку (букв. «музыка династии Тан»), которая сейчас рассматривается как вариант гагаку. Древнейшие образцы сякухати были найдены в императорской сокровищнице Сёсоин как принадлежавшие императору Сёму. В числе музыкальных инструментов, задействованных в церемонии освящения храма Тодай-дзи в 752 г., обнаружены 8 сякухати китайского происхождения (также называются в литературе «гагаку-сякухати» либо «кодай-сякухати»), сделанные некоторые из бамбука, некоторые — из нефрита и слоновой кости и имеющие шесть игровых отверстий и гептатонический строй. После реформы гагаку в середине 10 в. сякухати вышла из музыкальной практики и в течение нескольких последующих веков не упоминается вообще в сохранившихся исторических документах.
Первое упоминание сякухати после этого периода забвения встречается в 1233 г. в десятитомном трактате придворного танцора Кома Тикадзанэ «Кёкунсё», посвящённом гагаку. В тексте отмечается, что на момент его написания инструмент активно использовался слепыми монахами (мэкурахоси), а также в саругаку. Древнейшее сохранившееся изображение сякухати датировано концом 14 в. и демонстрирует т. н. хитоёгири (одноколенчатую флейту) с пятью игровыми отверстиями и скошенным под углом входным отверстием (предположительно, аналогично гагаку-сякухати). Хитоёгири, а также миёгири (трёхколенчатая флейта) рассматриваются как связующие звенья между гагаку-сякухати и современным инструментом. Флейта того периода сильно отличалась от современной сякухати: она была сделана из верхних колен бамбука, была тонкостенной и короткой — не более трёх колен (в то время как современная сякухати делается из семи колен прикорневого бамбука).

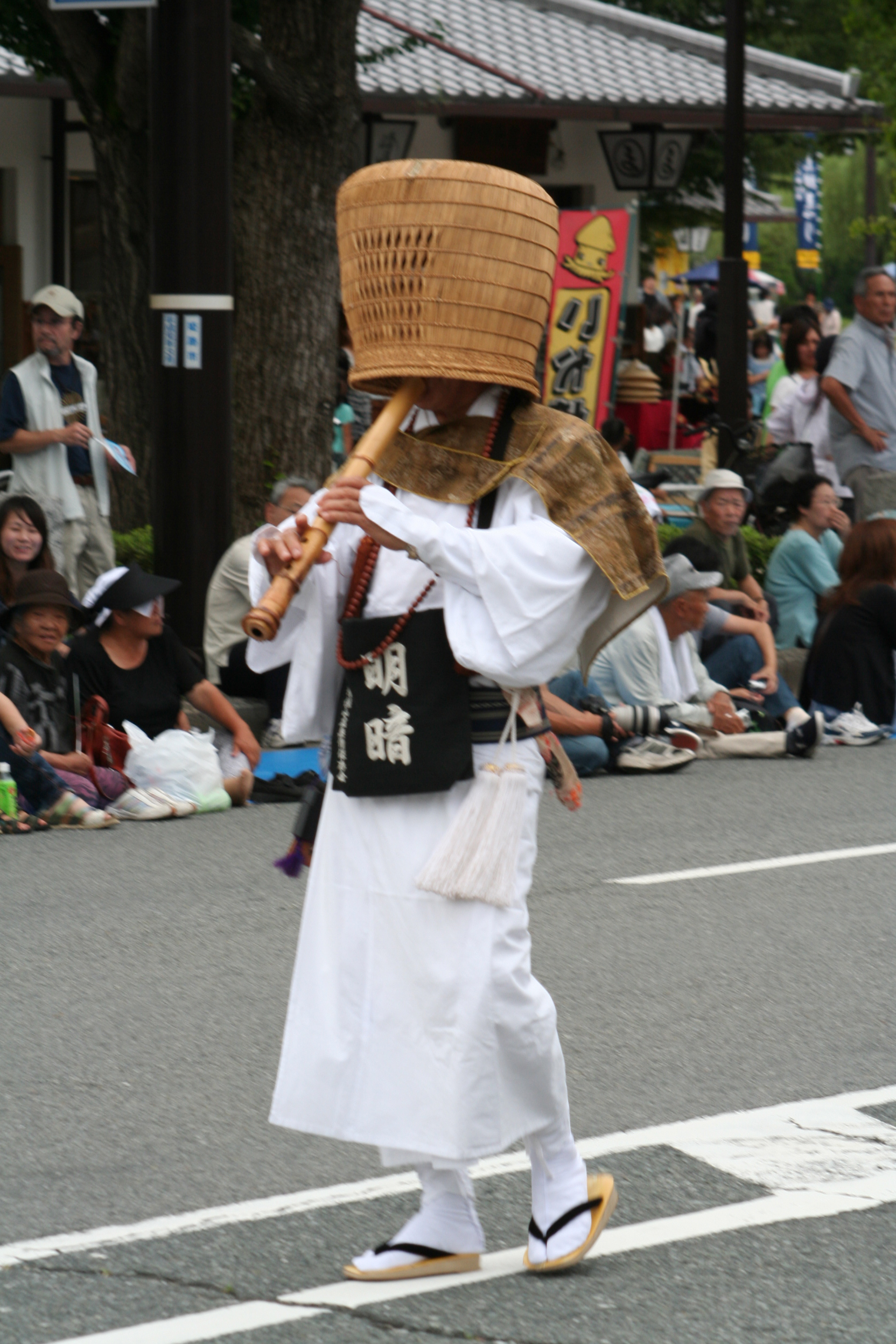
Музыкант в костюме комусо в составе процессии на празднике замка Химэдзи

Начиная с рубежа XIV-XV вв. хитоёгири становится неотъемлемой частью арсенала странствующих монахов «комосо» (яп. 薦僧 комосо:), что означает буквально «монах соломенной циновки». Это были нищие странствующие монахи, которые бродили по Японии, собирая подаяние. Важной особенностью являлось то, что в ряды комосо могли вступить выходцы из любых сословий. Пик популярности инструмента пришёлся на конец 17 в., что ознаменовалось в том числе появлением ряда трактатов, описывавших базовые приёмы игры и системы нотации. В последующие годы, однако, хитоёгири как инструмент практически вышел из употребления, уже к началу 19 в. будучи вытесненным тем видом сякухати, который используется до сих пор.
На начало 17 в. приходится институционализация странствующих монахов в виде дзэнской секты Фукэ. Комусо (яп. 虚無僧 комусо:), как теперь их стали называть, идеологически обыгрывая близкое по звучанию исходное название, нагружая его смыслом «монах небытия и пустоты», при этом получали особые права, включая монопольное право на использование сякухати и свободное перемещение по всей территории Японии (в контексте запрета последнего для населения). Сякухати использовалась как инструмент духовной практики, а также для сбора подаяний. Статус комусо был двусмысленным: за антуражем религиозной аскезы и полностью скрывающих лицо шляп часто обнаруживалось пособничество властям и функционирование в качестве шпионов-осведомителей. В ряды комусо могли вступать только представители высшего сословия — самураи. Согласно традиции, самурай, который хотел уйти от мирских дел, мог прийти в храм, отдать свой меч и получить взамен флейту и приступить к духовной практике. При этом новообращённые монахи не теряли своих боевых навыков, используя сякухати в качестве оборонительного оружия, что, в частности, предположительно способствовало изменению её конструкции в части существенного утолщения и образования характерного раструба. Правила поведения и одежда комусо были строго регламентированы. Исследователями насчитывается 77 храмов Фукэ, разбросанных по всей японской империи, а совокупный корпус использовавшихся в этих храмах пьес составляет порядка 150 хонкёку, самые ранние из которых датированы началом эпохи Эдо. Контакты между храмами и выработка некой общности традиции осуществлялись посредством постоянно странствовавших комусо, в результате чего хонкёку смешивались и трансформировались, что вело к сосуществованию как разных названий одних и тех же пьес, так и разных пьес, носящих одно и то же название. Компьютерный анализ нотных текстов предлагается в качестве наиболее перспективного решения данного вопроса о генеалогии и мутации хонкёку. При том, что сякухати оставалась преимущественно монашеским инструментом, тенденции к её десакрализации обозначились уже к 1847 г., когда вступил в силу указ о «либерализации» сякухати в виде лишения Фукэ монополии на её использование, чему отчасти способствовали сами монахи, активно исполняя светскую музыку, что формально оставалось запрещённым.
Сектой фукэ в конъюнктурных политических целях (в частности, монополизации и получения правительственных льгот) ретроспективно, как краеугольный миф, также была сфабрикована легенда появления в Японии сякухати, согласно которой в Китае времён династии Тан в IX веке странствовал чаньский монах Пухуа (в японской традиции — Фукэ), звонивший в колокольчик и призывавший тем самым окружающих к просветлению. Некто под влиянием «проповеди» сделал флейту из бамбука и стал подражать звуку колокольчика Фукэ. Так якобы появилась на свет первая пьеса для сякухати, называемая (в зависимости от школы) кёрэй (яп. 虚鈴), кётаку (яп. 虚鐸) и рядом других выражений-каламбуров, исходящих из исходного образа т. н. «воображаемого колокольчика». Дошедшие до наших дней «редакции» пьесы, которые традиционно в каждой из школ отождествляются с предполагаемым звучанием «кётаку», разнятся настолько сильно, что сколько-нибудь точно реконструировать её первоначальный вид не представляется возможным, а само существование произведения, как и вся история, имеет легендарный статус. Другая, культивировавшаяся в фукэ легенда о собственно появлении сякухати в Японии, также критикуется. Согласно мифологии фукэ, монах Какусин обучался искусству сякухати в Китае эпохи Сун, где последнее передавалось из поколения в поколении со времён Тан, а в 1254 г., вернувшись на родину, ввёл инструмент в музыкальную и духовную практику Японии. Неправдоподобность истории доказывается обычно тем, что сякухати образца эпохи Тан (точнее, семейство из 12 флейт различной длины) уже гарантированно не существовало во время жизни Какусина, что делает наиболее вероятным в качестве кандидата на инструмент, которым овладевал Какусин, флейту дунсяо, однако конструктивные решения входного отверстия дунсяо и т. н. танской гагаку-сякухати являются прямо противоположными, что позволяет уверенно утверждать их различную родословную.
В начале реставрации Мэйдзи секта Фукэ была распущена правительством, и в результате в целях сохранения традиции сякухати были созданы первые школы: кинко-рю, тодзан-рю и мёан-рю.

## Школы сякухати
В результате реставрации Мэйдзи и последовавших за ней преследований буддистов школа фукэ была расформирована в 1871 году, а запрет на сбор подаяний, действовавший в период с 1872 по 1881 гг., объявил вне закона традиционный уклад жизни комусо вообще. Такое стечение обстоятельств самым серьёзным образом отразилось на статусе сякухати и привело к своего рода расколу на светское музицирование и духовное упражнение. Развитие первого стало результатом борьбы за экономическое выживание исполнителей на сякухати, которые стали как вливаться в ансамбли типа санкёку (вместе с кото и сямисэном, вытеснив из «трио» кокю), так и институционализировать своё искусство, выстраивая организационные структуры (т. н. «рюха» (яп. 流派)) по образу тех, что приняты в Японии в боевых искусствах, у ремесленников, а также в ряде традиционных искусств (с установлением внутренней иерархии, системы степеней-«данов» и т. п.).
В числе светских школ такого типа, которых насчитывается несколько десятков, можно выделить следующие:
1. Мёан-рю (яп. 明暗流 мё:анрю:) (также Мэйан-рю), условно считается основанной в 1890 году и названной в честь былого оплота комусо храма Мёандзи. В реальности является, скорее, собирательным именем для всех локальных храмовых традиций, которые не вобрала в себя кинко-рю[16]. Школа рассматривается как фактически единственный продолжатель традиции закрытой в 1871 году школы Фукэ, школа не является светской и, как правило, не практикует исполнение гайкёку[21]. Самими носителями традиции существование Мёан-рю в том же смысле, в каком существуют прочие школы, отрицается из-за отсутствия сколько-нибудь строгой её организации; кроме того, считается, что оригинальный репертуар школы большей частью был утрачен уже к середине XX в.[22]. В числе музыкальных особенностей мёан-рю выделяют долгие ноты, длящиеся 20 и более секунд, и соответствующие дзэнскому принципу «один звук — состояние ума будды»[16].
2. Кинко-рю (яп. 琴古流 кинкорю:) — формально считается старейшей, возводя свою генеалогию к деятельности Куросавы Кинко (яп. 黒沢琴古 куросава кинко) (1710—1771), ронина известного «полевыми исследованиями» в ряде буддийских храмов, в результате которых ему удалось собрать и систематизировать корпус хонкёку из 36 пьес, а также переработать их. Основана предположительно в 1756 году[23], но как школа в современном понимании стала функционировать в реалиях эпохи Мэйдзи, пережив раскол, но также приобретя широкую известность под началом иэмото линии Араки Кодо. Школа является достаточно разнородной по своему составу и может считаться таковой с некоторой долей условности. Изначально имела статус аристократической.
3. Тодзан-рю (яп. 都山流 то:дзанрю:), основанная Накао Тодзаном (1876—1956) в 1896 году и уже не имеющая прямого отношения к сякухати как оно использовалось в секте фукэ. Накао Тодзан с самого начала сконцентрировал основное внимание на гайкёку, которые как ансамблевые пьесы отличались большей ритмической правильностью по сравнению с плавающим ритмом хонкёку[16]. Это свойство было перенесено и на собственно хонкёку, канонизированные в школе, а также способствовало выработке нотации, точно фиксирующей ритм. Последнее осязаемо отличает тодзан-рю от кинко-рю. Школа симпатизирует западному стилю музыки и новым композициям: в её репертуаре, например, регулярно можно встретить пьесы с аккордовым изложением и параллельными квартами и квинтами, чтo не имеет прецедентов в традиционной японской музыке[16]. Как организация, наряду с кинко-рю, является крупнейшей и самой многочисленной в Японии школой (насчитывала порядка полумиллиона членов по данным 1968 г.[22]). Ориентирована на средний класс населения.
4. Уэда-рю (яп. 上田流 уэдарю:). Основана в 1917 г. Образовалась в результате раскола в Тодзан-рю. Основатель школы Ходо Уэда изначально взял курс на модернизацию сякухати, использование современной нотной системы, 7-коленного «конструктива» и другие нововведения. Впоследствии в Уэда-рю вернулись к традиционной нотации, но сякухати из 7 колен продолжает использоваться. Современное название школы: Уэда-рю сякухати-до (яп. 上田流尺八道 путь сякухати в стиле Уэда). Имела репутацию школы для рабочего класса[22].
5. Тикухо-рю (яп. 竹保流 тикухорю:). Основана в 1917 г. Тикухо Сакаи. Близка Тодзан-рю в смысле отношения к западной музыке. Сыграла ключевую роль в привнесении сякухати в японский музыкальный авангард. Использует специфическую систему нотации, строящуюся на символах катаканы «фу-хо-у-э» (а не «ро-цу-рэ-ти», как принято в других школах). Именно в тикухо-рю впервые в школьной истории сякухати наивысшего в иерархии титула дайсихан («великий мастер») был удостоен музыкант не японского происхождения. Им стал Райли Ли.

За исключением мёан-рю, школы в той или иной степени обогащали свой репертуар и музыкальное мышление достижениями европейской музыки (включая функциональную гармонию) и трансформировали в этих целях само устройство инструмента. В этом отношении представляет интерес гибридный инструмент, условно называемый в литературе «флейтохати», а исходно названный «окурауло» (слово-бумажник, образованное из имени создавшего инструмент мастера Окуры и японской транскрипции имени греческого бога Эола), представленный публике в 1936 году (по другим данным — уже в 1920-е гг.) и соединявший в себе тело продольной флейты системы Бёма с головкой и коленом сякухати, что позволяло получать специфическое смешение тембров двух инструментов в зависимости от регистра. Несмотря на первоначальный ажиотаж, инструмент в музыкальной практике не прижился, как и другие новшества вроде сякухати с 9 звуковыми отверстиями, которые появлялись в тот же период.
Школы были достаточно открыты для широких кругов населения и сыграли существенную роль в перепрофилировании сякухати из инструмента монашеской медитативной практики в инструмент профессионального и любительского музицирования. Традиция собственно дзэнского использования сякухати сохранилась, но была сильно маргинализирована мейнстримом популярных школ. На сегодняшний день додзё, где преподаётся игра на сякухати в соответствии с традицией той или иной светской школы существуют в России, Южной Африке, Бразилии, Перу, Китае, Тайване и ряде других стран.

## Репертуар сякухати
1. Хонкёку (яп. 本曲 хонкёку) — «основные пьесы». Изначально сякухати была создана не как музыкальный инструмент, а как инструмент для духовной практики. Пьесы данного жанра были написаны специально для этого и музыкальными считаться не могут. Это музыка для медитации, которую использовали монахи школы Риндзай, практикующие суйдзэн.
2. Гайкёку (яп. 外曲 гайкёку) — светская (букв. «внешняя») музыка для ансамбля, например, в жанрах сокёку (с солирующим кото) или (вокальная музыка в сопровождении сямисэна либо ансамбля), где партия сякухати является аккомпанирующей. В качестве исключений также встречаются антифоны фуки-авасэ и дуэты сякухати, где один из инструментов играет остинато[13]. До реставрации Мэйдзи существовал формальный запрет монахам играть гайкёку, однако на практике он часто нарушался.
3. Минъё (яп. 民謡 минъё:) — народная музыка. Изначально в гайкёку, а также минъё использовалась флейта хитоёгири (прототип современного инструмента), однако с возникновением школ и началом преподавания игры на сякухати мирянам, хитоёгири оказалась вытесненной сякухати.
4. Синхогаку (яп. 新邦楽 синхо:гаку) — произведения, созданные в период начиная с эпохи Мэйдзи и заканчивая примерно первыми тремя десятилетиями эпохи Сёва.
5. Современная музыка хогаку (яп. 現代邦楽 гэндайхо:гаку) — сочинения для сякухати и других японских инструментов, написанные в русле классико-романтической традиции.
6. Современная академическая музыка.

## Сякухати в современной академической музыке
В первой половине XX в. в период интенсивной модернизации Японии и активного импорта западных идей и технологий, традиционная японская музыка и сами инструменты стали считаться своеобразным моветоном: так, одна из ключевых фигур того времени, композитор Ёрицунэ Мацудайра ретроспективно открыто признавался в том, что в период своего музыкального формирования просто ненавидел сякухати и весь связанный с ней дзэнский контекст. В послевоенные годы, однако, идеологический климат постепенно изменился, и сякухати стала широко применяться уже не столько для духовной практики и игры классических японских произведений, сколько для исполнения современной академической музыки. Так, уже на конец 1991 года одних только сочинений японских композиторов, где сякухати поручены солирующие партии, насчитывалось более 500, а произведений европейских и американских авторов, включая работы Шельси, Коуэлла и др. известных композиторов — было порядка 100 пьес.
Считается, что первопроходцем в области использования сякухати в современной музыке является Макото Морои, создавший в 1964 году этапный в этом отношении цикл хонкёку «Пять пьес». Поводом к написанию цикла послужило личное знакомство композитора с иэмото школы Тикухо-рю и его сыном, для которого и была написана музыка. Записанное исходно средствами специфической нотации, принятой в Тикухо-рю, сочинение позднее было перенесено в нотацию Тодзан-рю, а также современную музыкальную нотацию, что способствовало его популяризации. Сочинение отличается высокой степенью технической сложности и использованием нестандартных для традиционного репертуара сякухати приёмов (например, в продолжительных пассажах стаккато в подвижном темпе). В том, что считается недостатком инструмента (ограниченный контроль над высотой звука и его динамикой, неоднородность тембра и др.) Морои, регулярно посещавший Международные летние курсы новой музыки в Дармштадте, усмотрел нечто созвучное актуальным тенденциям музыки своего времени. «Пять пьес», а также последовавшие за ними уже более радикальные «Пять диалогов» оказали существенное влияние на интеграцию сякухати в современный художественный процесс и породили большое число откликов и подражаний.
Широко известны созданные на рубеже 1960-70 гг. сочинения Тору Такэмицу «Затмение» (для бива и сякухати), а также оркестровые «November steps» и «Осень». При этом композитор переосмыслил традицию, задействовав несуществующее в японской музыке сочетание сякухати с бива. «November steps» относятся к числу наиболее значительных произведений за всю историю японской академической музыки.
Кроме работ Такэмицу, получили известность «Wandlungen» (1967) для двух сякухати с оркестром композитора Ёсиро Владимира Ирино. Ирино также принадлежит авторство одной из первых пьес для сякухати, написанных в додекафонной технике (Duo Concertante, для сякухати и кото, 1969). Композитор стал пионером и в исследовании мультифоников, впервые использованных в том же сочинении.
Из других значительных композиторов, активно работавших с сякухати, следует выделить Маки Исии. Первым опытом Исии в данном направлении стало «Столкновение, I» (1970, для сякухати и фортепиано), где проблему «сосуществования» двух разнородных инструментов композитор решил путём написания двух отдельных, но концептуально тесно связанных пьес (каждая из которых представлена в виде набора дискретных блоков-модулей, которыми оперирует исполнитель), оставив на усмотрение исполнителей реализацию возможности «встречи» (отсюда название произведения) этих составляющих во времени. К сякухати Исии регулярно обращался в течение всех последующих лет, но при этом им отмечалось, что шлейф духовной традиции, которой перегружена история сякухати, скорее, тяготил его, более комфортным делая обращение к ансамблю гагаку для реализации схожих идей.
Музыка с использованием сякухати составляет существенную часть творческого наследия Рёхэя Хиросэ («Концерт для сякухати с оркестром» (1976) и другие сочинения). Хиросэ также принадлежит оригинальная идея реконструкции приёмов игры на сякухати («юри», «мэри», «кари»: изменения высоты звука, достигаемые в основном за счёт движений головы) средствами доступными виолончели, воплощённая им в виолончельном концерте «Triste» (1971). Схожий в структурном отношении замысел лежит в основе наиболее известного сочинения Хиросэ «Раскаты грома» (1964, для сякухати и струнных).
Из неяпонских композиторов важный вклад в расширение современного репертуара для сякухати, а также исследование нестандартных возможностей инструмента внёс британский композитор Фрэнк Деньер. Отмечаются беспрецедентные в контексте всего корпуса сочинений для сякухати сложности ритмического и микротонального интонационного характера, которыми изобилует его цикл «Фолио для сякухати» (1981). Технические задачи, поставленные композитором, привели к расширению существующего реестра вариантов аппликатуры, а также выработке т. н. «коленной техники», когда колено исполнителя используется для частичной блокировки потока воздуха. Новые музыкальные горизонты для сякухати открыло созданное в IRCAM квадрофоническое электронное сочинение Джонатана Харви «Ритуальные мелодии» (1990), где были представлены модели ряда инструментов и голосов ритуальной музыки народов востока, которые в пространстве произведения свободно мутировали одно в другое; автором и его ассистентом в процессе моделирования было установлено, что именно сякухати оказалась наиболее сложным и тонким инструментом в смысле своей спектральной логики.

### Основные сочинения для сякухати, написанные в XX—XXI вв.
- Митио Мамия, «Квартет», для сякухати, сямисэна и двух кото, 1962
- Макото Морои, «Тикурай госё. Современные хонкёку для сякухати» (尺八現代本曲「竹籟五章」), для сякухати соло, 1964
- Макото Морои, «Пять диалогов» (対話五題), для двух сякухати, 1965
- Тору Такэмицу, «Затмение» (エクリプス, Eclipse), для сякухати и бива, 1966
- Тору Такэмицу, «November steps» (ノヴェンバー・ステップス), для сякухати, бива и симфонического оркестра, 1967
- Ёсиро Ирино, «Трансформации» (Wandlungen), для двух сякухати с оркестром композитора
- Ёсиро Ирино, «Duo Concertante», для сякухати и кото, 1969
- Тэйдзо Мацумура, «Poème I», для сякухати и кото, 1969
- Маки Исии, «Столкновение» (遭遇), для сякухати и фортепиано, 1970
- Тору Такэмицу, «Осень» (秋), для сякухати, бива и симфонического оркестра, 1973
- Минао Сибата, «Размышления над песней погонщика» (追分節考), для смешанного хора и сякухати, 1973
- Макото Синохара, «Поиск истины B» (求道B), для арфы и сякухати, 1973; «Поиск истины A» (求道A), для сякухати соло, 1974 (второе сочинении идентично первому «за [концептуальным] вычетом» партии арфы)
- Рёхэй Хиросэ, «Концерт для сякухати с оркестром» (尺八協奏曲), 1976
- Фрэнк Деньер, «Фолио для сякухати», для сякухати и ударных (1977—1981)
- Тосио Хосокава, «Voyage X — Nozarashi», для сякухати и камерного ансамбля, 2009
- Тосио Хосокава, «Осенний ветер» (秋風), для сякухати с оркестром, 2011

## Сякухати в популярной музыке
Сякухати относительно широко используется в джазе (преимущественно японском), этнической и других популярных направлениях музыки.
Преодолевая стилистические и национальные границы, сякухати звучит в саундтреках к голливудским блокбастерам «Парк юрского периода», «Бэтмен» и «Маска Зорро».
В части интеграции сякухати в мейнстримовый джаз вехой принято считать Ньюпортский джазовый фестиваль 1972 года, когда Нобуо Хара в состав своего коллектива включил мастера сякухати и носителя титула т. н. «живого национального сокровища» Ходзан Ямамото, вместе с которым им был исполнен ряд японских джазовых стандартов, включая «Сакура, сакура» и «Соран-буси»; концерт имел большой резонанс в джазовой среде и способствовал популяризации в ней инструмента. Известно, что на сякухати играл и Джон Колтрейн, который приобрёл инструмент (вместе с кото) во время гастрольного тура своего квинтета по Японии в 1966 году и впоследствии часто брал его с собой во время переездов по США, исследуя возможности инструмента и управляя автомобилем одновременно.
В альбоме Бориса Гребенщикова «Время N» (2018) есть трек «Сякухачи» (название данного инструмента в альтернативной транскрипции).